# Winter Ernő
Winter Ernő (Győr, 1897. március 15. – Budapest, 1971. június 2.) magyar vegyészmérnök, feltaláló, az MTA tagja, Vezér Erzsébet irodalomtörténész nagybátyja.

## Élete
Régi győri zsidó családból származott. Winter Nándor szabósegéd és Dringler Regina mosónő tizedik (legkisebb) gyermekeként született. A győri reáliskolában érettségizett. Az első világháborúban önkéntesként bevonult katonának, és az olasz fronton harcolt. A háború után a budapesti Meister Szappangyárban dolgozott, és munka mellett végezte tanulmányait a József Műegyetemen, ahol 1925-ben vegyészmérnöki képesítést szerzett.
Friss diplomásként az Egyesült Izzólámpa és Villamossági Rt. kutatólaboratóriumában dolgozott vegyészként. Kitűnő nemzetközi tekintélyű tudósokkal dolgozott Pfeifer Ignác műegyetemi professzor vezetése mellett. Bródy Imre, Selényi Pál, Bay Zoltán, Simonyi Károly, Millner Tivadar és mások munkássága számos szabadalom és találmány forrása lett. Közben két évig Hollandiában a Splendor izzólámpagyár mérnöke volt, mivel fizetési vitába keveredett Aschner Lipóttal, de annak hívására több fizetésért ismét hazatért. A Tungsramban dolgozta ki jelentős találmányait, a bárium elektroncsöveket, amelyek a külföldiekkel minden tekintetben versenyképesek voltak. Kifejlesztette a közvetett fűtésű katódot, valamint – munkatársaival – több eredeti rádiócső-konstrukciót is kidolgozott. Tőle származott az a világszerte alkalmazott eljárás, amellyel a rács másodlagos-emisszió megakadályozására a rácsot arany bevonattal látták el.
1944-ben zsidó származása ellenére érdemeire való tekintettel védettséget kapott, de kényszertartózkodási helyéül az Egyesült Izzó 17-es épületét jelölték ki. A második világháború után Winter Ernő dolgozta ki a legkisebb fogyasztású telepes csöveket, és a közvetlen  fűtésű D sorozatot. 1950 után mikrohullámú csövek fejlesztésével is foglalkozott: különlegesen hosszú élettartamú, nagy teljesítményű készletkatódot dolgozott ki.
1950-ben a Távközlési Kutató Intézet munkatársa lett, 1962-ben az MTA Műszaki Fizikai Kutató Intézetének elektronfizikai osztályát vezette.

## Családja
Házastársa Barta Lívia (1902–1994) volt, Barta Sámuel kereskedő és Frischmann Margit lánya, akit 1926. december 23-án Budapesten vett nőül.
Gyermekei:
- Ada-Winter Péter (1923–) informatikus[5]
- Winter Mihály (1940–1976) orvos, kandidátus
- Winter János (1941–)

## Tagságai
- A Magyar Tudományos Akadémia 1951-ben levelező, 1956-ban rendes tagjának választotta
- Az Országos Műszaki Fejlesztési Bizottság (OMFB) alapító tagja[6]

## Díjai, elismerései
- Magyar Munka Érdemrend arany fokozata (1948, 1950)
- Kossuth-díj (1950, 1953)
- Munka Érdemrend bronz fokozata (1964)
- Munka Érdemrend arany fokozata (1967)
- Puskás Tivadar-emlékérem (1968)
- Győrben utcát neveztek el róla

## Főbb művei
- Vákuumtechnika (Budapest, 1954)
- Válogatott fejezetek a ferromágnesség témaköréből (Budapest, 1955)
- Single Electron Generated Current Pulse in a Vacuum Diode (Budapest, 1964)